# Prionodon densus
Prionodon densus är en bladmossart som beskrevs av C. Müller 1844. Prionodon densus ingår i släktet Prionodon och familjen Prionodontaceae. Inga underarter finns listade i Catalogue of Life.